# Steropes latifrons
Steropes latifrons is een keversoort uit de familie snoerhalskevers (Anthicidae). De wetenschappelijke naam van de soort is voor het eerst geldig gepubliceerd in 1908 door Sumakov.